# Satellites
Satellites – piosenka napisana przez Jonasa Vona Der Burga, Anoo Bhagavana i Nicolasa Von Der Burga na drugi album studyjny szwedzkiej wokalistki September zatytułowany In Orbit (2005). Utwór został wybrany na pierwszy singiel promujący album i miał swoją premierę 6 lipca 2005 roku w Szwecji nakładem nowej wytwórni Szwedki Catchy Tunes. „Satellites” można określić jako największy hit September zaraz po „Cry for You”. Piosenka stała się przebojem wielu krajach i zyskała pozytywne oceny szwedzkich krytyków. 11 lipca 2006 roku wytwórnia Robbins Entertainment wydała „Satellites” jako pierwszy singiel z debiutanckiego albumu September w USA – September. Utwór jest również najlepiej sprzedającym się singlem Marklund w jej rodzinnym kraju, gdzie zajmuje 149 miejsce na liście najlepiej sprzedających się singli wszech czasów.
W późniejszym okresie piosenka została również zarejestrowana w dwóch wersjach akustycznych.

## Pozycje, sprzedaż i certyfikaty
| Kraj                                    | Pozycja | Certyfikat | Sprzedaż |
| --------------------------------------- | ------- | ---------- | -------- |
| Szwecja – Top 60 Singles Chart          | 4       | Platyna    | 20,000+  |
| Finlandia – Top 20 Singles Chart        | 18      | -          | -        |
| Rumunia – Top 100 Airplay Chart         | 5       | -          | -        |
| Polska – 30 Ton                         | 3       | -          | -        |
| Wielka Brytania – Top 100 Singles Chart | 96      | -          | -        |
| USA – Billboard Hot Dance Airplay       | 8(2)    | -          | -        |

| Pozycja | 15 | 20 | 19 | 16 | 18 | 18 | 14 | 4  | 7  | 9  | 8  | 9  | 12 | 16 | 15 | 15 | 28 | 24 | 28 | 21 | 33 | 33 | 45 | 45 | 43 |
| Tydzień | 26 | 27 | 28 | 29 | 30 | 31 | 32 | 33 | 34 | 35 | 36 | 37 | 38 | 39 | 40 | 41 | 42 | 43 | 44 | 45 | 46 | 47 | 48 | 49 | 50 |
| Pozycja | 48 | 59 | 38 | 54 | -  | -  | -  | -  | -  | -  | -  | -  | -  | -  | -  | -  | -  | -  | -  | -  | -  | -  | -  | -  | -  |

| Pozycja | 18 |

| Pozycja | 87 | 75 | 75 | 67 | 61 | 39 | 21 | 24 | 30 | 8  | 9  | 7  | 6  | 15 | 5  | 9  | 9  | 16 | 15 | 24 | 22 | 26 | 47 | 33 | 38 |
| Tydzień | 26 | 27 | 28 | 29 | 30 | 31 | 32 | 33 | 34 | 35 | 36 | 37 | 38 | 39 | 40 | 41 | 42 | 43 | 44 | 45 | 46 | 47 | 48 | 49 | 50 |
| Pozycja | 35 | 39 | 26 | 46 | 53 | 50 | 49 | 52 | 37 | 58 | 69 | 84 | 91 | 83 | 89 | 76 | -  | -  | -  | -  | -  | -  | -  | -  | -  |